# Dża ludzie
Dża ludzie – siódmy album zespołu Izrael, nagrany po reaktywacji grupy w 2006 r. 
Nagrany został w trzech studiach; londyńskim Ariwa, Studio AS One i JAH WAR STUDIO w kwietniu i wrześniu 2008 r. 

## Lista utworów
1. „Brotherhood of man” (Brylewski) – 4:27
2. „I Jah people” (Maleo) – 5:12
3. „Dusza w podróży” (Kelner, Brylewski) – 4:01
4. „Dża ludzie” (Kelner, Brylewski) – 3:28
5. „Życie to chwila” (Kelner, Maleo) – 3:25
6. „Love youniversal” (Kelner) – 3:34
7. „Don't dominate” (Brylewski) – 4:49
8. „Politikz” (Maleo) – 5:36
9. „Interesy” (Kelner, Brylewski) – 4:35
10. „No, no” (Maleo) – 3:32
11. „Rootz party” (Kelner, Maleo) – 3:53
12. „Niebajka” (Kelner, Brylewski) – 2:45
13. „Każda chwila” (Gołaszewski, Brylewski) – 3:21
14. „Wszystkie świata strony” (Gołaszewski, L.O. Ugwu, Brylewski) – 5:34

## Twórcy
- Robert Brylewski – wokal, gitara, melodika
- Paweł „Kelner” Rozwadowski – wokal, gitara
- Dariusz „Maleo” Malejonek – wokal, gitara, klawisze, melodika
- Piotr „Samohut” Subotkiewicz – klawisze, sampler, flet
- Włodzimierz „Kinior” Kiniorski – saksfon tenorowy, saksofon altowy, flet basowy
- Sławomir „DżuDżu” Wróblewski – gitara basowa
- Piotr „Stopa” Żyżelewicz – bębny, tamburyn

Gościnnie
- Ewa Brylewska – wokal, chórki
- Sara Brylewska – chórki
- Katarzyna Malejonek – chórki
- Szymon Rozwadowski – gitara akustyczna
- Larry Okey Ugwu – wokal

Produkcja i szata graficzna
- Produkcja – Mad Professor i Joe Ariwa
- Miks i mastering – Jarosław „Smok” Smak i Mario Dziurex
- Okładka i obrazki – Robert Brylewski
- Projekt graficzny – Ida Zwierzchowska

## Pozycje na listach
| Lista | Kraj   | Pozycja |
| ----- | ------ | ------- |
| OLiS  | Polska | 22      |